# Jan Goossens (artistiek leider)
Jan Goossens (Antwerpen, 1971) is een Belgisch artistiek leider die die betrokken is bij meerdere projecten op verschillende terreinen en continenten. Hij is momenteel vooral actief in Brussel (België) en Tunis (Tunesië). Sinds 2015 is hij co-artistiek directeur bij Dream City Festival in Tunis, en in 2021 werd hij ook als mede-opdrachthouder aangeduid door de Brusselse regering om het bod voor te bereiden van Brussel als Culturele hoofdstad van Europa in 2030. Eerder werkte hij in in Oostende (België), Ljubljana (Slovenië), Marseille (Frankrijk) en Kinshasa (DRC). Goossens studeerde literatuur en filosofie in Antwerpen, Leuven en Londen.

## Biografie
Jans loopbaan in de kunsten begon bij de Koninklijke Muntschouwburg van Brussel onder Gerard Mortier en Bernard Foccroulle, waar hij actief was als stagiair bij de afdelingen communicatie en dramaturgie (1991-1993). Vervolgens werkte hij als assistent van de Vlaamse choreograaf Wim Vandekeybus aan drie producties die de wereld rondgingen (1994-1995). Hij assisteerde de Duitse operaregisseurs Peter Zadek en Peter Mussbach (1995-1997) bij het Operafestival van Salzburg en werkte vervolgens nauw samen met de Amerikaanse regisseur Peter Sellars (1997-2000) aan verschillende operacreaties en -producties, zoals Ligeti's 'Le Grand Macabre' of Saariaho's 'L'amour de Loin', in de operahuizen van Amsterdam, Parijs en Londen.
In 1999 vervoegde Goossens de Koninklijke Vlaamse Schouwburg (KVS) als dramaturg en in 2001 werd hij er artistiek directeur. Met een jong team transformeerde Jan de traditionele Vlaamse repertoire-instelling tot een meertalig en interdisciplinair Brussels stadstheater met brede internationale samenwerkingsverbanden en weerklank. KVS was regelmatig te gast op het Vlaamse theaterfestival en op de Europese festivals van Wenen, Avignon en Rome. Jan initieerde en ontwikkelde ook een langdurig en wederzijds artistiek uitwisselingsprogramma tussen Brussel en Kinshasa van 2005 tot 2015, vanuit de realiteit dat Brussel ook een Afrikaanse stad is. Het leidde tot langdurige relaties met kunstenaars als choreograaf Faustin Linyekula en beeldend kunstenaar Sammy Baloji, en tot bejubelde internationale producties die de wereld rondgingen, zoals 'Mission' (van David van Reybrouck), of 'Coup Fatal' (gecreëerd door Alain Platel en Fabrizio Cassol). En, ook in Kinshasa, aan zes edities van het internationale kunstenfestival 'CONNEXION KIN', in samenwerking met tal van lokale kunstenaars, operatoren en structuren. Goossens verliet de KVS in 2016.
Sinds 2015 is Jan co-artistiek directeur van het kunstenfestival 'Dream City Festival ' en de producerende structuur 'L'Art Rue' in Tunis, samen met de stichtende kunstenaars Selma en Sofiane Ouissi. Samen hebben zij L'Art Rue ontwikkeld tot een solide en onafhankelijke kunstorganisatie in de medina van Tunis, die zich inzet voor contextuele artistieke creatie en voor de ontwikkeling en verdediging van de Tunesische civiele samenleving en democratie. L'Art Rue is zeer goed verbonden met culturele structuren en kunstorganisaties in de hele MENA-regio.
Van 2016 tot 2021 was Goossens algemeen directeur van het Festival van Marseille, het belangrijkste podiumkunstenfestival van Marseille, dat jaarlijks in juni en juli plaatsvindt. Samen met het team versterkte hij de Europese en mediterrane dimensie van het festival en de banden met lokale artiesten, zoals Dorothée Munyaneza, Eric Minh Cuong Castaing en Rara Woulib. Daardoor is het publiek van het festival een afspiegeling gaan vormen van de realiteit van deze uiterst gemengde stad.
Sinds het voorjaar van 2021 combineert Jan zijn werk in Tunis met de missie om de kandidatuur van Brussel voor Europese Culturele Hoofdstad in 2030 voor te bereiden. Hij werd door de Brusselse regering samen met Hadja Lahbib aangesteld. Toen Lahbib minister van Buitenlandse Zaken van België werd, werd zij vervangen door politicologe en Brusselse diversiteitsexpert Fatima Zibouh. In 2024 zullen zij hun stadsproject Brussels2030 presenteren, gebaseerd op de immense culturele en taalkundige diversiteit van Brussel, dat de stad eindelijk hoopt te maken tot wat ze al lang had moeten zijn: Europa's hoofdstad van verbeelding en denken.
Goossens was van 2011 tot 2014 vice-voorzitter van het internationale theaternetwerk IETM. Hij werkte als adviseur en jurylid voor tal van internationale stichtingen, zoals Prins Claus en Rolex. Hij schrijft regelmatig opiniestukken en bijdragen voor kranten als De Standaard en Le Soir (België) en Libération (Frankrijk).
Jan ontving vele prijzen voor zijn culturele werk: de Tersites Award van de Vlaamse Theatercritici in 2002, de Brussels Culture Award van de Vlaamse Gemeenschap in 2007, de Citizenship Award van de Stichting P&V in 2013 en de Abraté Award van de Franstalige Belgische Theatercritici in 2016. In 2016 werd hij door het Franse Ministerie van Cultuur benoemd tot Chevalier des Arts et des Lettres en in 2020 tot Officier des Arts et des Lettres.

## Onderscheidingen
- 2002: Thersites-prijs van de Vlaamse theatercritici[13]
- 2007: Cultuurprijs van de Vlaamse Gemeenschapscommissie
- 2008: Spiegelprijs voor beeldvorming over Congo[14]
- 2013: Burgerschapsprijs Stichting P&V[15]
- 2016: Prix de la critique (Prix Bernadette Abraté)[1]
- 2017: Chevalier des Arts et des Lettres du Ministère de la Culture en France[16]
- 2020: Officier des Arts et des Lettres du Ministère de la Culture en France

- Bibliothèque nationale de France: cb156052479 (data)
- International Standard Name Identifier: 0000 0000 3898 4173
- Library of Congress Control Number: nb2007020542
- Nederlandse Thesaurus van Auteursnamen: 303227494
- Virtual International Authority File: 59408626
- WorldCat: E39PBJt3RDXJHRXjBMYCJ9c773